# James Reimer
James Reimer (Árborg, 15 marzo 1988) è un hockeista su ghiaccio canadese.
Di ruolo portiere, dal 2016 milita nei Florida Panthers. In precedenza ha giocato, tra le altre squadre, con San Jose Sharks (2015-2016), Toronto Maple Leafs (2010-2016), Toronto Marlies (2008-2009, 2009-2011).
Con la nazionale canadese ha preso parte ai campionati mondiali nel 2011.